# Juan Carlos Maqueda
Juan Carlos Maqueda (Río Tercero, provincia de Córdoba, 29 de diciembre de 1949) es un abogado, juez y político argentino. Se desempeñó como ministro de la Corte Suprema de Justicia de Argentina desde el 2002, año en que juró como juez de la misma hasta el 27 de diciembre de 2024.

## Biografía
Maqueda hizo sus estudios universitarios en la Facultad de Derecho y Ciencias Sociales de la Universidad Católica de Córdoba, recibiéndose de abogado. Ha realizado diversos posgrados y se ha especializado en Derecho Constitucional y Ciencia Política. Desde el año 1977, ha sido profesor de diversas asignaturas en dicha universidad. Entre 1980 y 1986 ha sido secretario técnico de la misma.
Su carrera política empezó en 1974, cuando fue nombrado director de Cultura de la Municipalidad de Córdoba. Entre 1987 y 1991 fue diputado de la Provincia de Córdoba, y entre 1991 y 1999 diputado nacional por su provincia. En ese mismo año también fue ministro de Educación de su provincia. 
En 2001, fue elegido senador nacional representando a su provincia y llegó a presidir la cámara. El 27 de diciembre de 2002  renunció a su banca y por lo tanto a la presidencia del Senado, sucediéndolo el entonces senador José Luis Gioja. El 30 de diciembre de ese año fue designado ministro de la Corte suprema de justicia por el Senado, durante el gobierno de Eduardo Duhalde, cargo que mantuvo hasta 2024.
En el año 2004, el doctor Maqueda fue internado de urgencia en el Instituto del Diagnóstico donde el cardiólogo en jefe Luis De la Fuente le efectuó junto a su equipo una angioplastia coronaria con colocación de stents.
Maqueda ha sido electo convencional constituyente en tres oportunidades:
- En 1986, en ocasión de una reforma en la Constitución de la Provincia de Córdoba.
- En 1994, en ocasión de la reforma de la Constitución Nacional.
- En 2001, nuevamente en ocasión de una reforma en la Constitución de su provincia.

En 2014, Maqueda fue internado en el instituto Argentino de Diagnóstico y Tratamiento tras sufrir un desmayo durante un evento realizado en la Embajada de Italia.
El 15 de octubre de 2022 fue internado en el Hospital Fernández por “traumatismo leve” tras ser atropellado por un ciclista.